# 真弓明信
真弓 明信（まゆみ あきのぶ、1953年7月12日 - ）は、福岡県大牟田市出身（熊本県玉名郡南関町生まれ）の元プロ野球選手（外野手、内野手）、野球解説者・野球評論家、タレント。2009年から2011年まで阪神タイガース第31代監督を務めた。

## 経歴

### プロ入り前
熊本県玉名郡南関町生まれだが、小学3年生の時に福岡県大牟田市へ転居。小学6年生の時に、同じ社宅に暮らす原貢（後に読売ジャイアンツに入団する原辰徳の父）が監督を務める三池工業高校が夏の甲子園で優勝し、その優勝パレードに感動したことがきっかけで野球選手を志すようになった。
歴木中学校進学後に本格的に野球を始めるが、野球部以外の運動部も掛け持ちで参加していた。特に、陸上部では三段跳で11 m 99 cmを記録し、大会で2位に入賞したことがある。
柳川商業高校では若菜嘉晴と同期だった。若菜は、中学校時代に地元のライバル校だった羽犬塚中学校に在籍しており、地区大会の準決勝で対戦したこともあった。高校では1年次からベンチ入りし、2年次からは遊撃手、三塁手としてレギュラーを獲得。チーム自体は「九州一の強豪」という評価を受け、1970年春季九州大会では福岡県予選南部決勝まで進むが、大濠高に敗退。その後も県予選で敗れ、在学中に甲子園に出場することはなかった。
若菜は高卒で地元の福岡に本拠地を置く西鉄ライオンズに入団し、真弓は社会人野球の電電九州に進んだ。電電九州では、正遊撃手およびその控え選手の故障で、1年目から遊撃手のスタメンを得ることとなり、第43回都市対抗野球大会でベスト8となり日本産業対抗野球大会にも出場した。それらの活躍もあり、1972年のドラフト会議で西鉄から3位指名され、その後ライオンズの経営を引き継いだ福岡野球株式会社と契約。1年前に入団した若菜と再び同僚になった。背番号は2。担当スカウトは武末悉昌。

### 太平洋クラブライオンズ→クラウンライターライオンズ時代
1973年5月5日の対日拓ホームフライヤーズ戦（平和台野球場）で、9回表に遊撃手の守備固めとしてプロ初出場。守備機会はなかった。5月15日の対阪急ブレーブス戦でも9回裏から遊撃手の守備固めとして出場するも、2つのエラー（記録上は、1つは内野安打）を喫し、翌日二軍落ちする。同年7月よりおよそ3か月間、アメリカの1A・ローダイ・ライオンズに留学する。このアメリカ留学で、当時日本ではそれほど行われていなかったウエイトトレーニングを練習に加えるようになった。
1974年から背番号が42に変更される。本人は、スポーツ新聞の記事でこのことを知った。同年は、23試合に出場しプロ初安打を放った。
1975年に当時の監督江藤愼一から打撃の才能を見い出され、一軍定着を果たす。同年にはプロ初本塁打・初打点を挙げている。フロントはキャンプでの成果によっては解雇するつもりだったとされるが、それを聞いた江藤が「磨けば光るダイヤモンドをどぶに捨てるのか」と球団に抗議して残留となった。
1977年に、福本豊の使うタイプのバット（いわゆるタイ・カッブ式）を使用するようになる。同年は主に中堅手として70試合に先発出場を果たす。同年のシーズン後に結婚。後に、3人の娘を授かっている。
1978年には、5月から一番打者、遊撃手に定着、初の規定打席（リーグ18位、打率.280）に到達する。同年は、オールスターゲームに初選出され、遊撃手のベストナインにも選ばれた。

### 阪神タイガース時代
1978年オフに田淵幸一、古沢憲司との「世紀のトレード」で若菜、竹之内雅史、竹田和史とともに阪神に移籍することになる（実際には田淵と真弓、若菜、竹田との1対3のトレード、古沢と竹之内の1対1との2つのトレードがまとまった形となって、真弓もそのように語っていた）。本人は球団が国土計画に売却され、本拠地が福岡県から埼玉県所沢市に移ることから引っ越しの準備中だった。当初、阪神へのトレードは真弓ではなく永射保で話が進んでおり、真弓は西武へ行く若手選手を集めた秋季練習にも参加していたが、阪神の新監督に就任したドン・ブレイザーが機動力のある野手を望んだため、永射ではなく真弓になったという。トレードはテレビのインタビューで初めて知り、「セ・リーグだったら名前も売れるだろうな」と思ったという。後に球団から正式にトレードを通告された時は、思わず「ありがとうございます」と言ってしまった程嬉しかったと後年振り返っている。阪神移籍する前の太平洋時代に同僚に誘われ、後楽園球場の巨人対阪神戦を観戦していたことがあり、満員のファンの前でプレーをしてみたいと感じたことがあったという。移籍後の背番号は7となった。年俸は前年650万円から倍増の1200万円で契約更改した。
移籍1年目の1979年から、1番・遊撃手として定着。長打力のある1番打者として移籍後も変わらぬ活躍を見せ、同年5月20日の対中日ドラゴンズ戦（ナゴヤ球場）ではサイクル安打を達成する。この試合では、自身2本目の初回先頭打者本塁打を放っている。同年は125試合に出場し、自身初の二桁本塁打となる13本塁打を放った。
1980年は、中西太打撃コーチ（同シーズン途中から監督代行）の指導により、飛距離の出やすい細く軽いバットを使用するようになり、1番打者ながらセ・リーグ5位タイの29本塁打を放った。10月12日には、対中日戦ダブルヘッダー（ナゴヤ）で、ダブルヘッダー2試合連続初回先頭打者本塁打を達成する。
1981年は、故障の影響もあり前年よりは成績が落ちたものの、翌1982年には全130試合に出場。同年は打率.293で、初の打撃ベストテン入り（10位）を果たした。
1983年には岡田彰布の故障で7月12日対巨人戦から二塁手に転向し、若松勉に競り勝ち打率.353で首位打者を獲得。二塁手のベストナインにも選出される。残り10試合になった際に、首位打者のタイトルのために安藤統男監督から欠場を勧められるが、これを断固拒否し試合に出場した。
1984年も岡田が一時外野手にコンバートされたことにより、そのまま二塁手のレギュラーを務めた。同年、通算1000試合出場と通算1000安打を達成している。
1985年にこの年就任した吉田義男監督の指示で岡田と入れ替わる形で外野手（主に右翼手）に転向した。真弓はライオンズ時代の1977年は主に外野手で出場していたので経験済みのポジションであった。外野手はライバルが大型選手や外国人選手であることが多く、意識して長打を狙うようになったと後年振り返っている。同年6月9日の対横浜大洋ホエールズ戦（札幌円山球場）でセカンドランナーだった真弓は元同僚である若菜と本塁で交錯し、左肋骨不全骨折で1か月弱戦線を離脱するものの、1番打者として、打率.322（リーグ5位）、自己最多の34本塁打、84打点の好成績でリーグ優勝に貢献、外野手のベストナインにも選出された（この受賞で、クラウン時代と合わせて、3つのポジションでベストナインを受賞した。3ポジションでのベストナイン受賞は落合博満に続き史上2人目であった）。日本シリーズでは奇しくも古巣ライオンズとの対戦になり、元同僚の東尾との対戦もしていた。シリーズでもペナントレースの勢いをそのままに打率.360、2本塁打と活躍、2リーグ分裂後初めての日本一に貢献をして優秀選手賞にも選ばれた。
1986年は、7月6日の対巨人戦（甲子園）で、水野雄仁から自身2回目の5試合連続本塁打を記録。同本塁打は、阪神球団通算4500本目の本塁打であった。同年は、2年連続の打率3割を記録、本塁打も28本放った。このシーズンの掛布雅之故障離脱中は真弓が三塁手に回っている。
1987年は、10月13日の対ヤクルトスワローズ戦（神宮球場）で、荒木大輔から通算41本目（セ・リーグでは38本目）の初回先頭打者本塁打を記録。同記録は歴代2位で、セ・リーグのみの記録としてはリーグ最多である。
1988年は、自身2度目の全試合出場を果たす。また同年には、個人事務所として「有限会社オフィス眞弓」を設立している。
1989年7月23日の対巨人戦（甲子園）で、桑田真澄から本塁打を放ち通算250本塁打を達成するも、12年間続けていた100試合出場が途切れる。
1989年シーズン限りで、真弓より2歳年上の
佐野仙好が引退してチーム最年長選手となり、翌1990年シーズン限りで真弓より3歳年下だが、阪神入りは4年早い工藤一彦が引退したことで、真弓が1979年に阪神に移籍した時点で阪神に在籍していた選手が誰もいなくなり、移籍選手であるにもかかわらず、1995年の引退まで真弓がチーム在籍最古参選手となった。
1992年以降は、新庄剛志・亀山努・久慈照嘉らの台頭で代打中心の出場となった。同年には、代打満塁本塁打を放つなど活躍し、阪神で唯一のファン投票でのオールスター出場を果たす。また、通算3000塁打も達成している。
1994年には代打の切り札として、代打逆転満塁本塁打を放つなど活躍。代打で17安打・30打点と勝負強さを発揮した。同年の代打30打点は日本記録である。
1995年のシーズンでは、阪神・淡路大震災で満足な自主トレーニングができず、急ピッチな調整の結果足の肉離れを発症し阪神移籍後としては初めて開幕を二軍で迎えた。怪我や調整失敗の影響からかバッティングが不振を極めた。その結果二軍落ちも度々経験し、8月頭には再び足の肉離れで3度目の二軍落ち、そしてシーズン終盤フロントと話し合い、球団は引退試合やセレモニーも用意して引退を勧めたが、真弓はこれを固辞して現役にこだわった。交渉は決裂し、他に獲得の意思を示した球団もなかったため、そのまま現役を引退した。この年のシーズン開幕前の阪神・淡路大震災の影響で自宅には被害がなかったが甲子園・鳴尾浜球場までの移動が困難になったため、原付バイクで通い、若手選手に交じって選手寮虎風荘に寝泊まりしていたことがあった。

### 解説者・大阪近鉄バファローズコーチ時代
現役引退後は朝日放送・サンテレビの野球解説者、日刊スポーツ野球評論家を務めた。
2000年に大阪近鉄バファローズの一軍打撃コーチに就任。背番号は75。当時、監督の梨田昌孝、投手コーチの小林繁とともに「男前首脳陣」として話題となり、3名で洋菓子メーカーモロゾフのホワイトデーイメージキャラクターにも起用された。
2002年から一軍ヘッドコーチとなる。同年8月16日の対西武戦（西武ドーム）では、前の試合で退場処分を受けて出場停止だった梨田に代わって監督代行を務めた。2回途中で西武先発の松坂大輔をノックアウトし、この回の終了時点で近鉄が9-0とリードしていたが、近鉄先発のジェレミー・パウエルが突然崩れ、4回終了時点で9-10と逆転を許す。7回表に吉岡雄二が同点本塁打を放つものの、その裏に松井稼頭央の2点本塁打で勝ち越され、そのまま10-12で敗れた。9点以上の差を逆転されての敗戦は史上7度目のことであった。
2004年に近鉄とオリックス・ブルーウェーブの合併に伴ってヘッドコーチを退任し、翌2005年から前述の解説に復帰した。また、一時期洋服の青山のイメージキャラクターを務めており、降板後もチラシのモデルで登場している。朝日オートセンターのCMには長く出ていて、同社でイベントがあるときは、解説者時代にもゲストとして呼ばれることがあった。
2007年夏、梨田が北海道日本ハムファイターズから監督就任を要請された際、すぐに真弓にヘッドコーチを打診。だが、真弓は親族の世話をみることを理由に断った。

### 阪神タイガース監督時代
2008年に阪神がリーグ優勝を逃した責任を取って監督を辞任した岡田彰布の後任として、10月23日に阪神の監督就任を球団から要請され受諾。10月27日に正式に就任が発表された。就任時の会見で「投手を含めた、センターラインもそうだが、守りが重要。守れるチームが強い、日本一を狙えるチーム」と語った。背番号は本人の希望から太平洋入団時の2と阪神時代の7を合わせた72となり、秋季キャンプからチームの指揮に当たった。キャンプ視察などもありこの年のドラフト会議は12球団の監督の中で唯一欠席した。
就任1年目の2009年に、盤石のリリーフ陣「JFK」の一角として活躍した久保田智之の先発転向、新井貴浩の一塁からのコンバート、今岡誠のファーストコンバート、新外国人ケビン・メンチの右翼手固定を行ったが、成績は上向かず、自身の誕生日でもある7月12日に自力優勝の可能性がなくなった。しかし、打線ではシーズン途中に入団したクレイグ・ブラゼルの活躍、鳥谷敬と新井の後半戦での復調、投手陣は入団以降伸び悩みが続いていた能見篤史をエースとして一本立ちさせた好材料もあり、8カード連続で勝ち越すなど順調に勝ち星を重ね、ヤクルトの失速もあり猛烈な3位争いを繰り広げた。しかし結局、10月9日の最終戦でヤクルトに敗れ4位となり、クライマックスシリーズ出場はならなかった。
2010年はシアトル・マリナーズから城島健司、新外国人選手としてマット・マートン、ランディ・メッセンジャーらが加入しチームの底上げを図った。野手では一塁手に前年途中入団したクレイグ・ブラゼル、二塁手には関本賢太郎とのレギュラー争いを制した平野恵一、三塁手には新井貴浩を起用し、マートンは右翼手で金本は引き続き左翼手として起用した。このため野手の布陣で生え抜きのレギュラーは遊撃手の鳥谷のみとなり外様で大きく固められた打線となった。金本は右肩の故障で連続フルイニング出場が途切れることにはなったが、その代役として4番を新井に据えたが前年とは比較にならないほど打線が好調で、1リーグ時代を除けば球団最高のチーム打率となる.2895、3割打者5人、90打点以上5人（うち100打点以上3人）、チーム安打は1458を記録して60年ぶりにセ・リーグ記録を更新した。オールスター前は首位で折り返したが、8月・9月と2か月連続で負け越し、特にナゴヤドームでは2勝10敗と大きく負け越したことが響き、5年ぶりの優勝は逃した。シーズン終了時点では3位だったが2位の巨人が最終戦で敗れたことでペナントレースは2位に繰り上がってCS初の甲子園での開催権を獲得した。その2年ぶりのCSでは3位・巨人と対戦したが2連敗で敗退した。
2011年から新たに2年契約を結んだが、このシーズンは打線に前年ほどの好調さはなく、6月には最下位に沈むこともあった。同月に開かれた親会社阪神電気鉄道の株主総会では株主から真弓の選手起用や続投に苦言が呈される一幕もあった。その後、一時は2位まで順位を上げたものの失速し、3位争いをすることとなった。9月には、順位に関係なく来季続投との報道がなされ、一部では続投要請が出されたとも書かれたが、坂井信也オーナーは続投が既定路線であるとも述べつつも、要請自体については否定した。しかしながら、続投への反発がファンから沸き起こり、9月末の試合では応援メガホンがスタンドから投げ込まれ、10月には観戦に来ていた坂井オーナーにファンが野次を飛ばすこともあった。チームも4位に沈み、巨人とのクライマックスシリーズ出場権争いを行っていたが成績は上向かず、10月中頃に前月の報道を覆して、成績によって解任するとの報道がなされた。10月16日にレギュラーシーズン4位以下が確定して2年ぶりのBクラスとなり、同日、クライマックスシリーズに駒を進めることができなかった責任を取るとして監督を辞任することが球団から発表された。シーズン最終戦まで指揮を執り、最終的なチーム打率は.255でリーグ1位、防御率は3位だった。カード別勝敗では優勝の中日に9勝13敗と負け越したものの、ヤクルトに14勝10敗、横浜に12勝10敗2分け、巨人とは11勝11敗2分け、広島にも12勝12敗と、数字上は中日以外とは互角、もしくは勝ち越している。しかし、最大連勝はわずか「4」と、ここぞという勝負時に勝てない試合がシーズンを通して続いた。25日の辞任会見ではBクラスに終わった理由を「監督としての力がなかった」と語った。阪神OBの江夏豊は「通算勝率は5割を上回っており、決して悪い監督ではない」とフォローする一方で、采配については問題があったと指摘している。

### 阪神タイガース監督退任後
2012年からは再び朝日放送・サンテレビの野球解説者、日刊スポーツの野球評論家を務める。

## 選手としての特徴
初球を打って本塁打・長打になることが多かった。初回先頭打者本塁打を通算41本打っており、福本豊に次ぐ歴代2位の記録を持っている。そのため、福本と共に「史上最強の1番打者」として名前を挙げられることも多い。堅守・俊足の選手でもあり、3つの異なるポジション（遊撃手・二塁手・外野手）でベストナインを受賞している。また、ライトゴロも記録している。三塁手や一塁手の守備経験もあることから、ユーティリティープレイヤーの素質も兼ね備え、走塁面でもシーズン34盗塁を記録したこともある。
プロ入り当初は主に守備固めとして、全盛期は中軸打者、後年は代打の切り札と様々な出場条件にもかかわらず、その全てで結果を出せる実力と人気を兼ね備えた選手であった。しかし怪我もやや多く、ライオンズ時代の1978年から11年連続規定打席に達していたが、欠場が一桁にとどまったシーズンは4シーズンだった。
1982年のシーズン中、11連勝から一転8連敗を喫し（6月から7月にかけての時期だった）、チーム全体が重苦しい雰囲気で悪循環に陥っていた時に、移動バスの中で加藤博一とともに突然「馬鹿騒ぎ」をし、コーチが2人に謝りながら鉄拳制裁を行い、その光景が面白かったためにチームの雰囲気が一変、ようやく連敗から脱出できたというエピソードを、著書『ジョーの野球讃歌』で語っている。また、同年の8月31日には刑事事件にまで発展した横浜スタジアム審判集団暴行事件が起きて、当時コーチだった島野育夫と柴田猛が打席に入っていた藤田平の三塁方向への飛球から大洋の石橋貢の守備（フェアゾーンで捕球態勢に入っていた石橋が捕れずにファウルゾーンに転がったが、三塁の塁審だった鷲谷亘が石橋のグラブに当たっていないとファールの判定していた場面）を巡って抗議をして、後に鷲谷と岡田功らへの暴力行為によって退場となり、その時に島野と柴田以外のほとんどの選手までもが集団で審判員に取り囲んだりしていたが、それを止めに入っていた選手は真弓だけだったという。
ヒッティングマーチ（応援歌）の原曲は「ミッキーマウス・マーチ」で、代打の時は、1度しかない打席でファンがヒッティングマーチで楽しんでほしいという意図から、真弓はコールされてから打席に入るまでの時間を遅くし、初球にも手を出さなかった。1980年代後半頃は、真弓の打席で外野スタンドのファンがこの曲に合わせて「真弓、真弓、ホームラン」と歌いながら1列になって左右に移動する光景が見られた。この動きは真弓ダンスと呼ばれたが、このダンスで甲子園の外野スタンド自体がわずかながら揺れていることが明らかになり、スタンドが老朽化していた（耐震補強工事は阪神・淡路大震災の後に行われた）こともあってこのダンスは自粛されることになった。現在では、タイガースが勝利した後、阪神高速の高架下にファンが集まって、真弓ダンスをするのが恒例となっている。なお、同時期に中日ドラゴンズに在籍したケン・モッカの応援歌にもこの曲が使用されていた。

## 監督としての特徴
2010年9月9日の中日ドラゴンズ戦では延長10回裏にクレイグ・ブラゼルの退場処分が下されたが、野手を使い切っていたために交代要員不在という事態となり、投手の西村憲を外野手として起用。試合は引き分けに終わっている。
2011年9月23日にも上記と酷似した状況で、西村が代走で出場している。
投手采配は投手コーチの久保康生（高校の5年後輩）に任せていた。

## 人物
名字の漢字は、戸籍上は旧字体で「眞弓」と書くが、NPB公式サイト・阪神タイガース公式サイト・自身の公式サイトなど対外的な通名として、常用漢字で「真弓」と表記している。
真弓という名字は、隠岐次郎左衛門広有が後醍醐天皇から与えられた姓であり、真弓明信は、この隠岐次郎左衛門広有の子孫であるという。
愛称は「ジョー」（Joe）。アメリカに野球留学した際、青木一三に「お前はジョー・ディマジオのような選手になれ」という理由で付けられた。
通算先頭打者本塁打歴代2位の記録を持ち、1983年に首位打者を獲得、1985年には一番打者として打率.322、34本塁打というクリーンアップ並みの成績を残したことなどから、「史上最強の1番打者」または「恐怖の1番打者」とも言われている。
糸井嘉男がプロ野球選手になりたいと思ったのは糸井が小学3年生の頃に直接試合を観戦して真弓の本塁打をみたことで憧れを抱いたのが理由の一つと糸井は語っている。奇しくも、糸井自身も2017年に阪神に入団して背番号7を背負っていた。

## 詳細情報

### 年度別打撃成績
| 年 度      | 球 団           | 試 合 | 打 席 | 打 数 | 得 点 | 安 打 | 二 塁 打 | 三 塁 打 | 本 塁 打 | 塁 打 | 打 点 | 盗 塁 | 盗 塁 死 | 犠 打 | 犠 飛 | 四 球 | 敬 遠 | 死 球 | 三 振 | 併 殺 打 | 打 率 | 出 塁 率 | 長 打 率 | O P S |
| ---------- | --------------- | ----- | ----- | ----- | ----- | ----- | -------- | -------- | -------- | ----- | ----- | ----- | -------- | ----- | ----- | ----- | ----- | ----- | ----- | -------- | ----- | -------- | -------- | ----- |
| 1973       | 太平洋 クラウン | 2     | 0     | 0     | 0     | 0     | 0        | 0        | 0        | 0     | 0     | 0     | 0        | 0     | 0     | 0     | 0     | 0     | 0     | 0        | ----  | ----     | ----     | ----  |
| 1974       | 太平洋 クラウン | 23    | 11    | 10    | 4     | 2     | 0        | 0        | 0        | 2     | 0     | 1     | 1        | 0     | 0     | 1     | 0     | 0     | 5     | 0        | .200  | .273     | .200     | .473  |
| 1975       | 太平洋 クラウン | 78    | 68    | 61    | 16    | 19    | 2        | 0        | 1        | 24    | 8     | 5     | 4        | 2     | 0     | 5     | 0     | 0     | 6     | 2        | .311  | .364     | .393     | .757  |
| 1976       | 太平洋 クラウン | 18    | 37    | 36    | 2     | 4     | 1        | 0        | 0        | 5     | 2     | 0     | 0        | 0     | 0     | 1     | 0     | 0     | 3     | 0        | .111  | .135     | .139     | .274  |
| 1977       | 太平洋 クラウン | 116   | 295   | 276   | 37    | 72    | 9        | 1        | 6        | 101   | 14    | 21    | 8        | 9     | 2     | 8     | 0     | 0     | 35    | 5        | .261  | .280     | .366     | .646  |
| 1978       | 太平洋 クラウン | 118   | 448   | 418   | 68    | 117   | 13       | 3        | 8        | 160   | 38    | 34    | 5        | 8     | 1     | 18    | 3     | 3     | 42    | 7        | .280  | .314     | .383     | .696  |
| 1979       | 阪神            | 125   | 559   | 517   | 55    | 142   | 15       | 3        | 13       | 202   | 51    | 20    | 14       | 4     | 2     | 36    | 2     | 0     | 84    | 9        | .275  | .321     | .391     | .711  |
| 1980       | 阪神            | 113   | 512   | 459   | 79    | 131   | 15       | 4        | 29       | 241   | 74    | 20    | 5        | 5     | 5     | 42    | 0     | 1     | 66    | 4        | .285  | .343     | .525     | .868  |
| 1981       | 阪神            | 111   | 494   | 444   | 64    | 121   | 15       | 3        | 13       | 181   | 36    | 26    | 7        | 7     | 1     | 39    | 6     | 3     | 48    | 8        | .273  | .335     | .408     | .742  |
| 1982       | 阪神            | 130   | 554   | 515   | 75    | 151   | 21       | 2        | 15       | 221   | 55    | 11    | 5        | 6     | 4     | 29    | 3     | 0     | 68    | 13       | .293  | .328     | .429     | .758  |
| 1983       | 阪神            | 112   | 493   | 448   | 77    | 158   | 22       | 3        | 23       | 255   | 77    | 13    | 7        | 5     | 2     | 37    | 7     | 1     | 54    | 9        | .353  | .402     | .569     | .971  |
| 1984       | 阪神            | 117   | 475   | 430   | 69    | 123   | 22       | 5        | 27       | 236   | 64    | 15    | 3        | 4     | 2     | 39    | 5     | 0     | 69    | 11       | .286  | .344     | .549     | .893  |
| 1985       | 阪神            | 119   | 557   | 497   | 108   | 160   | 32       | 2        | 34       | 298   | 84    | 8     | 5        | 3     | 0     | 56    | 3     | 1     | 52    | 5        | .322  | .392     | .600     | .991  |
| 1986       | 阪神            | 123   | 558   | 512   | 78    | 157   | 31       | 2        | 28       | 276   | 60    | 9     | 1        | 2     | 0     | 42    | 4     | 2     | 77    | 11       | .307  | .362     | .539     | .901  |
| 1987       | 阪神            | 119   | 500   | 455   | 60    | 123   | 18       | 1        | 23       | 212   | 53    | 4     | 3        | 0     | 1     | 44    | 3     | 0     | 55    | 3        | .270  | .334     | .466     | .800  |
| 1988       | 阪神            | 130   | 516   | 478   | 45    | 129   | 17       | 0        | 17       | 197   | 67    | 7     | 3        | 0     | 5     | 31    | 3     | 2     | 85    | 13       | .270  | .314     | .412     | .726  |
| 1989       | 阪神            | 95    | 311   | 279   | 36    | 69    | 8        | 1        | 16       | 127   | 37    | 2     | 1        | 0     | 1     | 30    | 3     | 1     | 52    | 14       | .247  | .322     | .455     | .777  |
| 1990       | 阪神            | 79    | 276   | 247   | 32    | 75    | 10       | 0        | 17       | 136   | 49    | 3     | 0        | 0     | 4     | 24    | 3     | 1     | 43    | 3        | .304  | .362     | .551     | .913  |
| 1991       | 阪神            | 102   | 319   | 288   | 38    | 77    | 9        | 0        | 17       | 137   | 61    | 1     | 0        | 0     | 1     | 30    | 1     | 0     | 46    | 12       | .267  | .335     | .476     | .811  |
| 1992       | 阪神            | 68    | 109   | 101   | 7     | 21    | 2        | 0        | 1        | 26    | 12    | 0     | 0        | 0     | 2     | 5     | 3     | 1     | 22    | 5        | .208  | .248     | .257     | .505  |
| 1993       | 阪神            | 63    | 70    | 63    | 2     | 14    | 1        | 0        | 2        | 21    | 10    | 0     | 0        | 0     | 1     | 5     | 0     | 1     | 19    | 2        | .222  | .286     | .333     | .619  |
| 1994       | 阪神            | 65    | 76    | 63    | 5     | 17    | 3        | 0        | 2        | 26    | 30    | 0     | 0        | 0     | 5     | 8     | 1     | 0     | 13    | 3        | .270  | .329     | .413     | .742  |
| 1995       | 阪神            | 25    | 32    | 27    | 0     | 6     | 0        | 0        | 0        | 6     | 4     | 0     | 1        | 0     | 1     | 4     | 0     | 0     | 9     | 0        | .222  | .313     | .222     | .535  |
| 通算：23年 | 通算：23年      | 2051  | 7270  | 6624  | 957   | 1888  | 266      | 30       | 292      | 3090  | 886   | 200   | 73       | 55    | 40    | 534   | 50    | 17    | 953   | 139      | .285  | .338     | .466     | .805  |

- 各年度の太字はリーグ最高
- 太平洋（太平洋クラブライオンズ）は、1977年にクラウン（クラウンライターライオンズ）に球団名を変更

### 年度別監督成績
| 年度      | 球団      | 順位      | 試合 | 勝利 | 敗戦 | 引分 | 勝率 | ゲーム差              | チーム 本塁打         | チーム 打率           | チーム 防御率         | 年齢                  |
| --------- | --------- | --------- | ---- | ---- | ---- | ---- | ---- | --------------------- | --------------------- | --------------------- | --------------------- | --------------------- |
| 2009年    | 阪神      | 4位       | 144  | 67   | 73   | 4    | .479 | 24.5                  | 106                   | .255                  | 3.28                  | 56歳                  |
| 2010年    | 阪神      | 2位       | 144  | 78   | 63   | 3    | .553 | 1.0                   | 173                   | .290                  | 4.05                  | 57歳                  |
| 2011年    | 阪神      | 4位       | 144  | 68   | 70   | 6    | .493 | 9.0                   | 80                    | .255                  | 2.83                  | 58歳                  |
| 通算：3年 | 通算：3年 | 通算：3年 | 433  | 213  | 207  | 13   | .507 | Aクラス1回 Bクラス2回 | Aクラス1回 Bクラス2回 | Aクラス1回 Bクラス2回 | Aクラス1回 Bクラス2回 | Aクラス1回 Bクラス2回 |

※通算成績には2002年近鉄での監督代行1試合（敗戦）を含む
ポストシーズン
| 年度 | 球団 | 大会名                                        | 対戦相手                           | 勝敗   |
| ---- | ---- | --------------------------------------------- | ---------------------------------- | ------ |
| 2010 | 阪神 | セントラル クライマックスシリーズ 1stステージ | 読売ジャイアンツ （セ・リーグ3位） | 0勝2敗 |

### タイトル
- 首位打者：1回 （1983年）

### 表彰
- ベストナイン：3回 （1978年、1983年、1985年）
- 日本シリーズ優秀選手賞：1回 （1985年）
- 月間MVP：1回 （1985年9月）
- サンスポMVP大賞：1回 （1991年[36]）
- ベスト・ファーザー イエローリボン賞 in 「プロ野球部門」 （2011年）

### 記録
初記録
- 初出場：1973年5月5日、対日拓ホームフライヤーズ前期6回戦（平和台野球場）、9回表に遊撃手で出場[37]
- 初打席：1974年4月10日、対南海ホークス前期1回戦（大阪球場）
- 初盗塁：1974年4月29日 対ロッテオリオンズ前期5回戦（川崎球場）、9回表に二盗（投手：八木沢荘六、捕手：榊親一）[37]
- 初安打：1974年6月23日 対南海ホークス前期13回戦（平和台野球場）、9回裏に田中章の代打で出場、山内新一から単打[37]
- 初先発出場：1974年9月29日、対ロッテオリオンズ後期13回戦（平和台野球場）、8番・二塁手で先発出場[37]
- 初打点：1975年6月22日、対阪急ブレーブス前期13回戦（平和台野球場）、7回裏に今井雄太郎から[37]
- 初本塁打：1975年8月20日、対日本ハムファイターズ後期8回戦（後楽園球場）、9回表に野村収からソロ[37]

節目の記録
- 100本塁打：1983年9月6日、対読売ジャイアンツ22回戦（阪神甲子園球場）、3回裏に江川卓から左越2ラン[37]※史上128人目
- 1000試合出場：1984年6月28日、対ヤクルトスワローズ16回戦（阪神甲子園球場）、9回裏に吉竹春樹の代打で出場[37]※史上247人目
- 1000本安打：1984年8月19日、対広島東洋カープ21回戦（広島市民球場）、6回表に川口和久から右前安打[37]※史上128人目
- 150本塁打：1985年7月10日、対ヤクルトスワローズ12回戦（阪神甲子園球場）、1回裏に梶間健一から左越先頭打者本塁打[37]※史上77人目
- 200本塁打：1987年5月4日 対横浜大洋ホエールズ6回戦（阪神甲子園球場）、7回裏に堀井幹夫から左越ソロ[37]※史上52人目
- 1500本安打：1988年4月27日、対横浜大洋ホエールズ5回戦（阪神甲子園球場）、9回裏に欠端光則から左前安打[37]※史上56人目
- 1500試合出場：1988年7月31日、対横浜大洋ホエールズ19回戦（阪神甲子園球場）、5番・右翼手で先発出場[37]※史上89人目
- 250本塁打：1989年7月23日 対読売ジャイアンツ19回戦（阪神甲子園球場）、3回裏に桑田真澄から左中間へ2ラン[37]※史上30人目
- 3000塁打：1991年9月26日、対ヤクルトスワローズ26回戦（阪神甲子園球場）、6回裏に川崎憲次郎から適時二塁打[37]※史上31人目
- 2000試合出場：1994年7月31日、対横浜ベイスターズ18回戦（阪神甲子園球場）、4回裏に藪恵市の代打で出場[37]※史上28人目

その他の記録
- サイクルヒット：1979年5月20日、対中日ドラゴンズ戦（ナゴヤ球場）、（1回：本塁打、3回：単打、5回：三振、7回：二塁打、9回：三塁打）※史上31人目[37]
- 5試合連続本塁打：2回（1980年6月25日 - 7月6日、1986年7月1日 - 6日）
- 代打3打席連続本塁打　※史上2人目（過去の達成者は1984年マーシャル・ブラント、後に1996年藤立次郎・2011年ジョシュ・ホワイトセルが記録）
  - 1989年5月31日、対ヤクルトスワローズ6回戦（明治神宮野球場）、9回表に内藤尚行からソロ
  - 1989年6月1日、対ヤクルトスワローズ7回戦（明治神宮野球場）、9回表に尾花高夫から2ラン
  - 1989年6月18日、対横浜大洋ホエールズ10回戦（阪神甲子園球場）、6回裏に欠端光則から3ラン
- シーズン代打打点：30（1994年）※日本記録[37]
- オールスターゲーム出場：9回 （1978年、1980年 - 1982年、1985年 - 1988年、1991年）
- 通算初回先頭打者本塁打：41本（表24本、裏17本）※歴代2位[37]
- セ・リーグ通算初回先頭打者本塁打：38本（表21本、裏17本）※セ・リーグ記録[17]

### 背番号
- 2 （1973年）
- 42 （1974年 - 1978年）
- 7 （1979年 - 1995年）
- 75 （2000年 - 2004年）
- 72 （2009年 - 2011年）

## 関連情報

### 現在の出演
全て2012年復帰
- スーパーベースボール（朝日放送テレビ・テレビ朝日系列）
- ABCフレッシュアップベースボール（ABCラジオ・JRN/NRN系列）
- サンテレビボックス席（サンテレビジョン）
- 真弓&勝成のExpert GOLF（サンテレビジョン）

### 過去の出演番組
- 探偵!ナイトスクープ（朝日放送テレビ、顧問として）
- 忍者返し水の城 宇都宮釣り天井の謎（テレビ朝日、俳優として出演、1996年4月30日）
- おはよう朝日です（朝日放送テレビ、木曜スポーツコーナー担当、木曜6:45 - 7:58　2008年1月 - 10月）

以前は「おはよう朝日土曜日です（土曜版）」のスポーツコメンテーターも担当していた。
- 元気イチバン!!ぶっちぎりプレイボール（ABCラジオ、水曜17:30 - 17:55　2008年4月 - 10月）
- 真弓明信の思いっきりゴルフ（サンテレビ）
- アスリートゴルフ（サンテレビ）
- 江連忠のGRADE.GOLF（サンテレビ）：プロゴルファー江連忠と共演
- 熱血!!タイガース党（サンテレビ）：1999年の党首＝総合司会を担当
- 伊藤史隆のOn-site RADIO（ABCラジオ、2016年9月26日）

### 出演CM
- 阪神電気鉄道：阪神なんば線
- 朝日オートセンター
- 東光リミー・ドルチェマルガリータ（ゴルフウェア）
- オートバックス（掛布雅之と共演、阪神選手時代）
- ヤマトインターナショナル「クロコダイルウェア」（当時の阪神主力選手たちと共演）

### 著書
- 『熱球悲願"ジョー"の野球讃歌』（恒文社、1983年）ISBN 4770405189
- 『猛虎は死なず』（ベースボール・マガジン社、1991年）ISBN 4583029497
- 『タイガースに捧ぐ』（ザ・マサダ、1996年）ISBN 4915977242
- 『新装版 猛虎は死なず』（ベースボール・マガジン社、2009年）ISBN 9784583101590

### 書籍
- 本多史泰著『Good bye!真弓明信:1995年のピリオド.』（一番出版、1996年）ISBN 4795216371

### ディスコグラフィ
- 「男の夢」（1985年、作詞：高田直和、作曲：三木たかし）
- 「愛はふたたび」（1985年、村尾亜紀とデュエット、作詞：高田直和、作曲：三木たかし）